# Great Renaming
 (juin 2011).
Si vous disposez d'ouvrages ou d'articles de référence ou si vous connaissez des sites web de qualité traitant du thème abordé ici, merci de compléter l'article en donnant les références utiles à sa vérifiabilité et en les liant à la section « Notes et références ».

Le « Great Renaming » a été une réorganisation majeure des groupes de discussions Usenet en 1987. Rick Adams, fondateur de UUNET et administrateur du serveur B News, est considéré comme étant l'initiateur de ce remaniement.

## Motivation
La raison première d'une telle réorganisation provenait de la difficulté à maintenir une liste de l'ensemble des groupes existants.
Une autre cause est également invoquée. Les réseaux européens refusaient de payer le transfert de volumes importants de données à forte controverse, tels que celles diffusées au sein des groupes religieux et racistes. Il en résulta un besoin de catégoriser ces groupes de discussion ; ainsi il fut suggéré de créer une catégorie talk.* pour les groupes moins populaires auprès des réseaux européens.

## Historique

### Situation initiale
Les groupes de discussion étaient catégorisés selon trois hiérarchies :
- fa.* pour les groupes de la passerelle ARPANET,
- mod.* pour les sites de discussions modérés comme les forums ou les blogs,
- net.* pour les sites non modérés, potentiellement inacceptables.

Les noms des groupes pouvaient être plus ou moins hasardeux. 
Bien que des discussions à propos de réorganisations avaient déjà eu lieu, les limites des logiciels existants ne permettaient pas d'adopter un schéma cohérent. Les améliorations apportées par Adams, en 1986, avec B News version 2.11, ont supprimé la nécessité pour les groupes modérés d'utiliser le préfixe mod.*, ont permis d'accéder aux groupes modérés en utilisant des newsreader plutôt que par le biais d'e-mails, ainsi que d'éliminer la technique de stockage « à plat », qui exigeait que les 14 premiers caractères de chaque nom de groupe soient uniques. Avec cette flexibilité et cette transparence, la migration vers de meilleures hiérarchies fut envisageable.

### La réorganisation
La cabale de la dorsale, de par son implication dans l'acceptation de nouveaux groupes de discussion, joua un rôle important dans cette réorganisation. Certains ont suggéré que des membres de cette « organisation informelle » avaient intérêt à ranger certains groupes dans la hiérarchie talk.* de façon à ne pas être récusés par leurs superviseurs.[réf. nécessaire]
Les nouveaux groupes furent donc rangés parmi 7 nouvelles hiérarchies, connues sous le nom de « Big7 » :
- comp.* (informatique générale),
- misc.* (divers),
- news.* (fonctionnement des groupes de discussion),
- rec.* (loisirs),
- sci.* (sciences),
- soc.* (société),
- talk.* (débats).

Ces hiérarchies autorisaient la création et la diffusion de groupes divers et libres d'accès (excepté pour les groupes modérés), cependant soumis à quelques règles générales concernant leur nommage et leur distribution.
D'autres hiérarchies populaires gardèrent une place sur Usenet, comme k12.* couvrant les sujets relatifs à l'éducation, aux écoles et aux universités.

### Après la réorganisation
La hiérarchie alt.* fut rapidement créée par la suite. L'objectif était d'avoir une hiérarchie complètement indépendante du contrôle centralisé, non contrainte par les règles formelles du Big7.
Contrairement aux discussions dans les hiérarchies du Big7, le style des groupes alt.* était bien moins académique, ce qui poussa la FAQ So You Want to Create an Alt Newsgroup (« Vous voulez créer un groupe de discussion sur alt.* ? ») à proposer pour « alt » le rétro-acronyme humoristique « anarchistes, lunatiques et terroristes » (anarchists, lunatics and terrorists).
Au milieu des années 1990, alors que le trafic Usenet augmentait significativement, la hiérarchie humanities.* fut introduite pour couvrir plus précisément les aspects « lettres » et « sciences humaines », ce qui porta à 8 le nombre de hiérarchies officielles : « Big8 ».